# Bilinguismo dinamico
Il bilinguismo dinamico è un progetto internazionale nato contemporaneamente in Catalogna e in Alto Adige che ha lo scopo di favorire e incentivare l’apprendimento informale delle lingue.

## Descrizione
In Catalogna e in Alto Adige con bilinguismo dinamico si fa riferimento alla possibilità di approfondire in modo informale le proprie capacità linguistiche, mettendosi a disposizione di chi desidera migliorare le proprie conoscenze linguistiche in ogni ambito della propria vita. 
Un bilinguismo dinamico è basato sull’idea che lo stesso debba essere attivamente praticato in ogni contesto della vita quotidiana, e per fare questo ha bisogno di partecipazione attiva e pratica assidua, specialmente nei settori lavorativi, un bilinguismo, quindi, non basato esclusivamente sull’insegnamento tipico scolastico, poco adattabile agli adulti, ma piuttosto basato sulla partecipazione attiva al dialogo e al confronto tra partecipanti liberamente scelti e volontariamente intenzionati a conoscersi, comunicare, fare scambio di idee e vedute personali. Il concetto del Lifelong Learning fa, dunque, parte di tutto l’impianto.
Questo spiega il forte interessamento che ha motivato il Fondo Sociale Europeo alla creazione di uno speciale corso formativo e propedeutico, impostato sul precedente corso già svoltosi in Catalogna. Tale progetto formativo è nato con lo scopo di introdurre nel settore privato il modello del progetto Voluntariat per les LLengües, che ha offerto a pochissime persone, previamente selezionate, le abilità e le competenze necessarie a svolgere il compito di Dinamizzatore del bilinguismo nell’ambito della propria rete o della propria professione. Il progetto della Provincia di Bolzano, mutuato dal già affermato modello catalano,  è stato premiato dall’Unione Europea come una delle 50 Best Pratices per l’apprendimento delle lingue in età adulta. Il progetto, di fama e portata internazionale, ha interessato molti Paesi europei e non. Il progetto è replicabile in ogni realtà bilingue.
L’idea di mettere in contatto due persone – un apprendente e un volontario – di diverse lingue, perché si parlino e conversino nella lingua richiesta, che è, in realtà, la lingua madre di uno dei due partecipanti, in una atmosfera intima ed informale, ha da subito contribuito al successo di tutto il progetto. La totale mancanza di pressioni esterne, di competitività, l’assenza di eventuali timori di perdita di certificazioni comprovanti lo studio effettuato rende l’apprendimento informale un percorso stimolante e più leggero, funzionale, rispetto ai metodi tradizionali di insegnamento scolastico. Non ci sono penalizzazioni. Il richiedente deve solo imparare e vivere appieno la propria esperienza linguistica senza ostacoli o timori di perdite. Qualsiasi ambiente scelto è ritenuto idoneo e qualsiasi impresa può avanzare richiesta.
Il progetto permette ai destinatari di acquisire competenze che valorizzino le loro abilità all’interno delle proprie organizzazioni, che, proprio grazie alla presenza di un Dinamizzatore, riescono ad individuare al proprio interno nuovi strumenti per dare risposta attiva ai bisogni del personale e degli utenti. Destinatari indiretti sono le imprese, le organizzazioni e gli enti che aspirano ad un ambiente di lavoro plurilingue e che intendono rispondere alla richiesta di agevolazione dell’apprendimento linguistico da parte dei propri addetti.
Il compito del Dinamizzatore è appunto quello di rendere dinamico il rapporto tra i partecipanti, cercando negli elenchi appositamente redatti le persone interessate a offrire il proprio lavoro gratuito, permettendo loro di incontrarsi e conoscersi, organizzando, pianificando e valutando tutte le attività che in seguito verranno svolte dagli apprendenti una seconda lingua. Tutte le attività svolte dal dinamizzatore fanno parte integrante delle mansioni di quella che è ormai considerata una nuova figura professionale..

## Unione Europea
La diversità linguistica è considerata come una ricchezza culturale dall’Unione Europea, che per prima ha finanziato e dato il via al progetto pilota. Il plurilinguismo trova tutela in quanto garantisce il rispetto delle identità nazionali, ma anche quale elemento fondante della cittadinanza europea.
Il Consiglio ha, infatti, ribadito che tutte le lingue europee sono, dal punto di vista culturale, uguali in valore e dignità e costituiscono parte integrante della cultura e della civiltà europea. Il cittadino europeo ha il diritto di rivolgere domande e di ricevere risposte nella propria lingua da qualsiasi Istituzione.
L’Unione ha sviluppato una sua politica linguistica che si prefigge che gli individui possano dialogare e comprendersi imparando anche altre lingue, permettendo così di superare differenze e diffidenze.

## Punti di forza e criticità
In considerazione del fatto che l'immigrazione del futuro sarà sempre più quella di persone nate e cresciute all'estero molti sono i fattori dei quali ci si occupa già da alcuni anni presso gli Uffici preposti della Provincia di Bolzano, come già avviene in Catalogna. Anche la Provincia autonoma di Trento si sta attivando per un immediato inserimento nel progetto.
La creazione di un canale televisivo tematico appositamente dedicato al settore, ispirato al modello dei canali tematici già attivi nel continente africano, l'utilizzo di Whatsapp per l'invio giornaliero di immagini, frasi, comunicazioni con scopo di motivare ed incentivare l'impegno dei partecipanti, sono già in fase di attivazione. Molti personaggi noti del mondo dello spettacolo sono stati utilizzati come testimonials o attori in campagne pubblicitarie e per cortometraggi diffusi in molti canali televisivi. Il canale tematico Deeberdeyn TV, a diffusione internazionale, inaugurato dal presentatore Debrydelys Deeberdeyn divulga sul continente africano, e in parte in altre aree geografiche, tutte le produzioni destinate a promuovere il progetto a livello mondiale. 
In catalogna la Camera di commercio ha messo a punto un software per meglio monitorare il livello di bilinguismo nelle aziende, cosa ora attiva anche in Alto Adige anche se i costi richiesti non incontrano sempre il favore delle aziende stesse, che temono di dover provvedere al totale delle spese.
L'interessamento per la diffusione in ospedali, carceri, gruppi religiosi, tra studenti universitari di ogni indirizzo e disciplina completano il quadro.
Alcuni fattori di rischio per il corretto funzionamento vengono però riscontrati nella concorrenza che le scuole linguistiche private e pubbliche delle zone interessate stanno dimostrando, così come anche il rischio di una utenza troppo elevata, o la difficoltà di reperire sufficiente personale, motivato e preparato, in orari tanto diversificati, difficoltà già riscontrate proprio a causa di una domanda sempre maggiore. I nuovi entranti in questa strategia di mercato sono altrettanto visti come minacce indirette ma inevitabili.